# Ruché di Castagnole Monferrato
Il Ruché di Castagnole Monferrato è un vino DOCG prodotto in alcuni comuni della provincia di Asti.

## Zona di produzione
La zona di produzione comprende l'intero territorio dei comuni di Castagnole Monferrato, Grana Monferrato, Montemagno Monferrato, Portacomaro, Refrancore, Scurzolengo e Viarigi in provincia di Asti.

## Storia
Il vitigno fu probabilmente importato durante il XII secolo da monaci cistercensi provenienti dalla Borgogna.
Il suo nome ha etimologia incerta: secondo alcuni potrebbe essere legato a vigneti coltivati vicino a una chiesetta benedettina dedicata a san Rocco, oggi non più esistente; altri lo fanno derivare dal termine piemontese ruché, indicando l'arroccamento delle vigne nelle colline.
Fino al XIX secolo il vitigno veniva coltivato anche tra Monferrato e Langhe, ma il terreno a nord-est di Asti (leggermente meno alcalino) si presta meglio ad esaltarne le qualità.
A Castagnole Monferrato verso la fine degli anni settanta, il parroco Giacomo Cauda e la sindaca Lidia Bianco (già segretaria della scuola d'agraria di Asti) si impegnarono nella sua rivalutazione fino a ottenerne la DOC nel 1987.

## Tecniche di produzione
Le forme di allevamento e sono i tradizionali controspalliera con vegetazione assurgente e potatura: Guyot con cordone speronato basso; le operazioni di vinificazione devono essere effettuate all'interno della provincia di Asti.
La menzione "vigna" è consentita se le uve provengano totalmente dallo stesso vigneto.
Sebbene sia autorizzato il taglio d'uvaggio del 10% di altre uve, quali brachetto e Barbera, viene solitamente vinificato come monovarietale.
In etichetta è obbligatoria l'indicazione dell’annata di produzione delle uve.

## Disciplinare
Il vino Ruché venne approvato come DOC con DPR 22.10.1987

Fu poi modificato in DOCG con DM 08.10.2010
- Modificato con DM 30.11.2011 pubblicato sul sito ufficiale del Mipaaf
- Modificato con DM 07.03.2014 Pubblicato sul sito ufficiale del Mipaaf

La versione attualmente in vigore è stata approvata con DM 09.07.2014, pubblicato sul sito ufficiale del Mipaaf

## Tipologie
È prevista la menzione "vigna", ch limita la resa di uve per ettaro a 80 q.

### Ruché
| uvaggio                        | Ruché, minimo 90%; per la parte restante Barbera e Brachetto anche congiuntamente. |
| titolo alcolometrico minimo    | 12,50% vol.                                                                        |
| acidità totale minima          | 4,0 g/l.                                                                           |
| estratto secco minimo          | 21,00 g/l                                                                          |
| resa massima di uva per ettaro | 90 q.                                                                              |
| resa massima di uva in vino    | 70%                                                                                |

### Abbinamenti consigliati
È un ottimo vino da formaggi saporiti di media-alta stagionatura (Castelmagno, Grana Padano, tome varie) e per i piatti tipici piemontesi come la bagna càuda, la finanziera e gli agnolotti, si abbina molto bene con secondi di selvaggina.